# NGC 1057
NGC 1057 este o galaxie lenticulară situată în constelația Triunghiul. A fost descoperită în decembrie 1849 de către William Parsons, 3rd Earl of Rosse⁠(d). Se află la o distanță de 77,99 de megaparseci de Pământ.